# Pseudorucentra
Pseudorucentra är ett släkte av skalbaggar. Pseudorucentra ingår i familjen långhorningar.
Kladogram enligt Catalogue of Life:
| Pseudorucentra | \| \| Pseudorucentra elongata \| \| \| \| \| \| Pseudorucentra sybroides \| \| \| \| |
|                | \| \| Pseudorucentra elongata \| \| \| \| \| \| Pseudorucentra sybroides \| \| \| \| |
|                | Pseudorucentra elongata                                                              |
|                |                                                                                      |
|                | Pseudorucentra sybroides                                                             |
|                |                                                                                      |